# Campo Alegre (Alagoas)
Campo Alegre è un comune del Brasile nello Stato dell'Alagoas, parte della mesoregione di Leste Alagoano e della microregione di Maceió.

## Popolazione
Stimata in 50.816 unità al 2010, la popolazione residente è aumentata a 57.997 abitanti nel 2021.